# Université Sun-Yat-sen
L'université Sun Yat-sen (SYSU) est une université chinoise basée à Canton, dans la province du Guangdong. Elle a été créée en 1924 par Sun Yat-sen, un révolutionnaire chinois. 
Elle accueille environ 82 384 étudiants. L'université est composée de quatre campus : campus sud (le principal), campus nord, campus est et campus Zhuhai. 
Le slogan de l'université est « Étudiez beaucoup, demandez avec précision, réfléchissez attentivement, discriminez avec clarté, pratiquez avec honnêteté. »

## Coopération avec la France
L’université compte 43 accords cadre avec des universités françaises, école de commerce dont l’université Lyon-III, avec laquelle des doubles diplômes licence et master ont été signés. Sous l’impulsion de Sébastien Mauve, chargé de mission pour la coopération en 2009, trois nouvelles coopérations sont nés avec Science Po Toulouse, l’IAE de Toulouse et Science Po Paris.

## Honneurs
L'astéroïde (241113) Zhongda est nommé en son honneur. L'astéroïde (527205) Zhongdatianwen est nommé en l'honneur du programme d'astronomie de l'université.